# Faglia di Argentat
La faglia di Argentat è un'importante struttura tettonica presente nel Massiccio Centrale, in Francia. 
La si può individuare seguendo un pendio con orientazione NNW da Argentat fino all'altopiano di Millevaches; nel suo solco scorre per 18 km la Souvigne, affluente della Dordogna, ed è situata la strada che va da Tulle ad Aurillac.
La faglia è una zona di taglio complessa che associa diverse famiglie di dislocazioni, solo uno studio strutturale approfondito permette di rilevare due faglie principali diverse.
La prima corrisponde ad una struttura di età Viséana superiore (335-337 Ma), contemporanea alla messa in posto di istituzione dei graniti dell'altopiano di Millevaches. La seconda faglia corrisponde ad una zona di deformazione fragile associata ai bacini carboniferi di Hôpital e di Argentat.